# 後藤清一 (彫刻家)
後藤 清一（ごとう せいいち、1893年8月19日 - 1984年4月11日）は、大正 - 昭和時代の彫刻家。長男の後藤道雄は仏教美術史家。

## 来歴
1893年8月19日茨城県水戸市に生まれる。富岡周正に牙彫を学ぶ。
東京美術学校(現東京芸術大学)入学後は高村光雲に師事し木彫を始める。
仏教を厚く信仰し、仏像などを生涯作品のテーマにした。清一の彫る仏像は如来よりも菩薩や明王を題材にしたものが多い。
1930年構造社会員となる。
1958年日本美術展覧会評議員になり、1960年同展で「双樹」が文部大臣賞を受賞する。
余暇は専ら骨董品収集と読書を趣味としていた。1984年4月11日に死去。90歳だった。

## 主な作品
- 霊に覚めたる奴隷　1920年
- 弥勒 1930年
- 悲毋 1931年
- 母と子 1937年
- 誕生仏 1940年
- 双樹 1960年

## 著書
- 隠者の片影